# Testudinaria gravatai
Testudinaria gravatai är en spindelart som beskrevs av Levi 2005. Testudinaria gravatai ingår i släktet Testudinaria och familjen hjulspindlar. Inga underarter finns listade i Catalogue of Life.